# Pseudobeta seabrai
Pseudobeta seabrai är en skalbaggsart som beskrevs av Monné och Lúcia Maria de Campos Fragoso 1984. Pseudobeta seabrai ingår i släktet Pseudobeta och familjen långhorningar. Inga underarter finns listade i Catalogue of Life.